# 天主教波帕揚總教區
天主教波帕揚總教區（拉丁語：Arcidioecesis Popayanensis）是哥倫比亞一個羅馬天主教總教區，下轄三個教區。
教區於1546年8月22日成立，1900年6月20日升為總教區。總教區管轄包括考卡省一部，2004年時有1,100,000名教友（佔轄區總人口94.8%）。總教區下轄76個堂區，有149名司鐸。總主教現時出缺，榮休總主教為若望·安多尼·馬林-洛佩斯。